# 備後絣

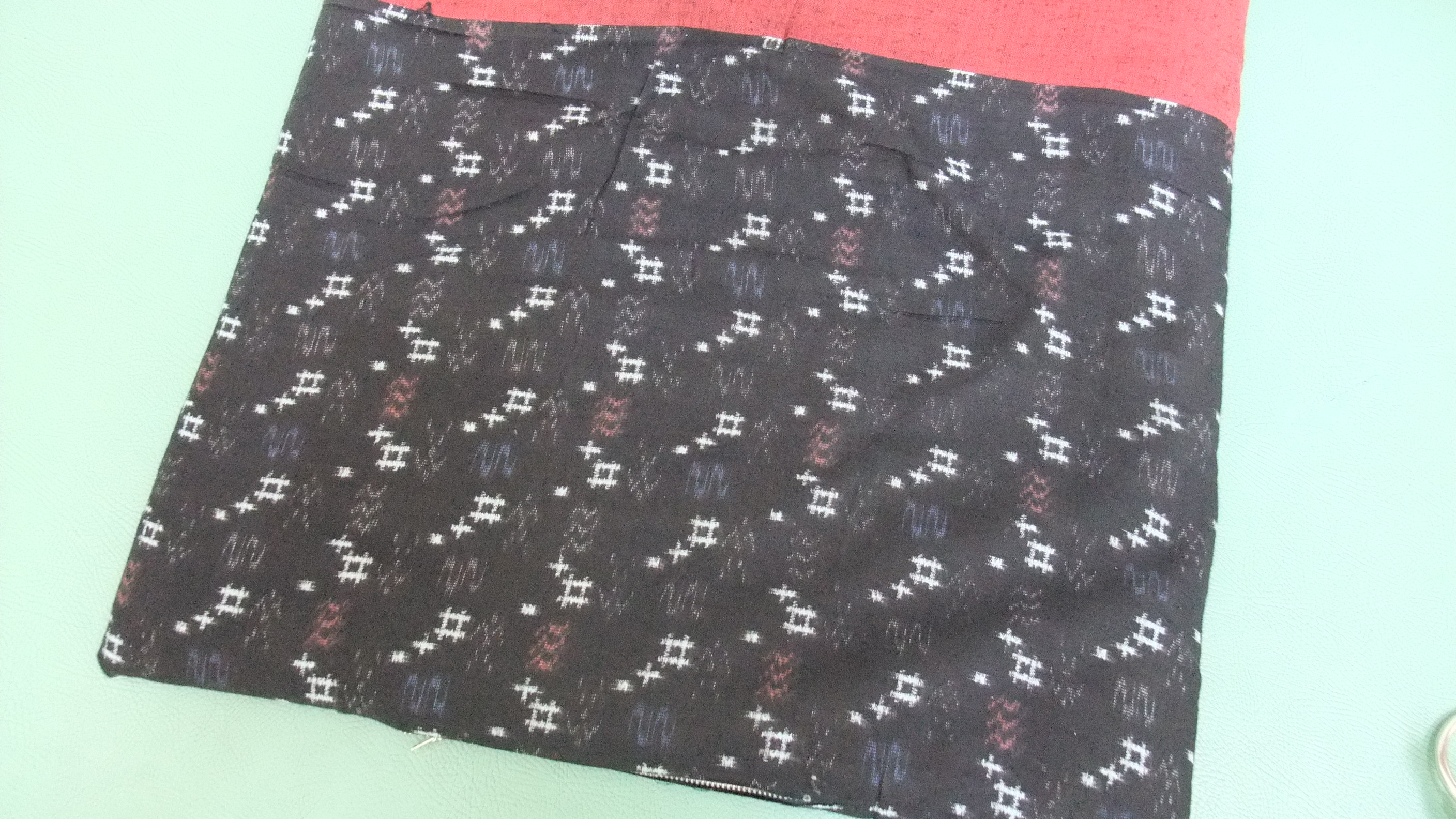
備後絣の生地を利用した座布団

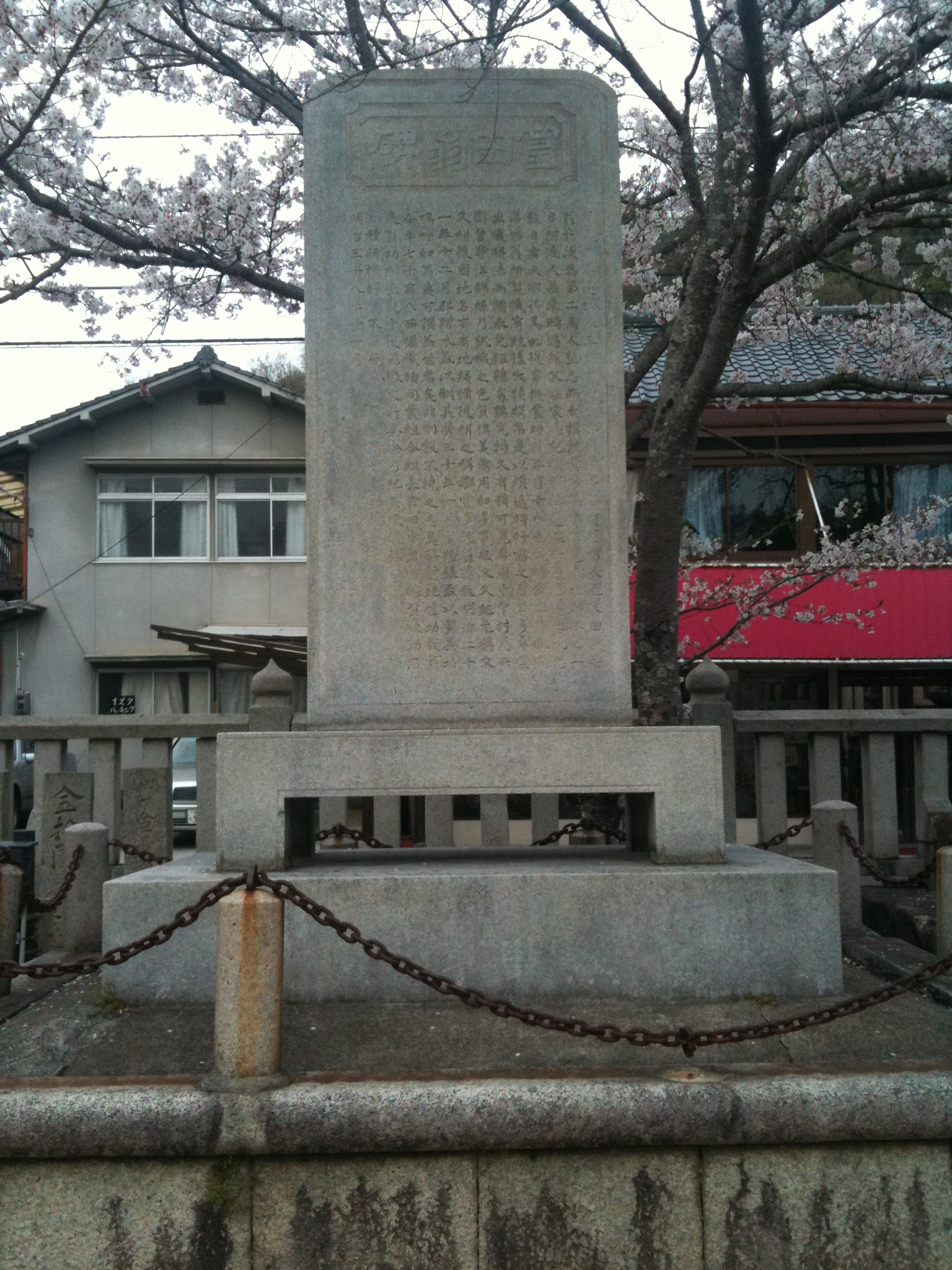
富田久三郎の功績を称えた石碑；素盞嗚神社（福山市新市町戸手）

備後絣（びんごかすり）は、広島県福山市新市～福山市芦田町で製造されている絣。伊予絣、久留米絣とともに日本三大絣の一つともされる。綿が主で、絹、ウールも生産されていたことがある。現在（平成23年3月現在）は、綿だけの生産となっている。
元々、福山城主水野勝成によって、福山沿岸部一帯は棉花の栽培が奨励されていた。江戸時代後期の文久年間に広島県福山市芦田町下有地谷迫在住の富田久三郎が中田屋万兵衛から「キシ縞（じま）」という浅黄（あさぎ）絣の絹織物を見せられ、これにヒントを得、手引糸を使って縦糸の一部を竹の皮でくくり、それを染めて井桁（いげた）絣を考え出したのが、備後絣の初めである。久留米絣の技術を応用したという文献もある。当初は文久絣とも呼ばれ、女性用の耕作作業着として用いられた。

## 全国への出荷
明治以降全国に進出し、太平洋戦争中の中断をはさんで昭和35年（1960年）には年間330万反を生産、国内の絣生産の7割を占めた。昭和26年に衣料品統制が廃止されたのが生産の増加の契機となった。当初は綿が主体であったが、次第にウール絣も生産されるようになった。生産工程の大半は家内工業で実施され、各家内工場を馬やトラックなどで製品を運搬するという非効率的な生産方法であったが、昭和50年代中頃までは、福山市新市町や芦田町では備後絣を生産する織機の音が聞える家庭が少なくなかった。藍染めなので虫や蛇を寄せ付けない効果があり、手紡ぎ糸の厚みのある綿生地なので、丈夫で保温性にも優れていた。昭和27年頃には地域の団結と更なる地場産業の発展のために「備後絣音頭」が作られ、素盞嗚神社 (福山市新市町戸手)で踊られた。

## 衰退
しかし、その後は急速な洋装化によって絣の需要が激減した。浴衣などの多様化も試みられたが、元々作業着用の生地であり西陣織のような高級化による差別化は困難であった。最盛期には200社あまりで年約300万反製造（一反は11ｍ余）が行なわれたが、平成22年では2社での少量の生産（年間3000反）にとどまった。後継者不足の為、備後絣協同組合（福山市新市町）は福山市の「伝統的工芸品伝承事業」の委託団体に登録、「国のふるさと雇用再生事業」を活用して2010年5月より2名を新規雇用して研修させるなど、事業の存続への試みも行なわれた。2010年、「備後絣音頭」を次の世代に伝承するために地元新市町に「備後絣音頭をつなぐ会」が結成される。近年の生産業者は橘髙兄弟商会、森田織物の2社となっている。

## 備後絣協同組合の解散
2023年度限りで備後絣協同組合（広島県福山市新市町）は解散した。近年の加盟社は3社に減っていた。組合事務所は売却し70年余りの活動を終えた。2社は備後絣の製造を続ける。備後絣の栄伍を伝える資料は、しんいち歴史民俗博物館・あしな文化財センターで展示されている。

## 参考サイト・外部リンク
- 備後絣協同組合
- 広島県指定伝統的工芸品 備後絣[リンク切れ]（ひろしま まなびネット[リンク切れ]）